# Абаза Сиявуш-паша I
Абаза Сиявуш-паша I (умер 25 апреля 1656 г.) — османский великий визирь (цифра I в имени используется, чтобы отличить его от второго и более известного Абаза Сиявуш-паши, который также был великим визирем с 1687 по 1688 год).
Был абхазом по происхождению и слугой Мехмеда Абаза-паши, лидера повстанцев Османской империи в XVII веке. После казни своего хозяина поступил на службу во дворец в Стамбуле. В 1638 году он получил звание визиря, а в 1640 году он был назначен капудан-пашой (адмиралом флота). В 1642 году ему было поручено отбить у казаков форт Азов, но это ему не удалось. Затем назначался губернатором различных городов, включая Эрзурум, Диярбакыр (оба в современной Турции) и Силистра (в современной Болгарии).
5 марта 1651 года после восстания торговцев в Стамбуле получил сан Великого визиря. 27 сентября был снят со своего поста; ему грозила казнь, но Валиде-султан Кёсем вмешалась, чтобы спасти его жизнь. Он был назначен губернатором Боснии. Хотя Абаза Сиявуш-паша снова был назначен на пост великого визиря 5 марта 1656 года, он умер вскоре после этого, 25 апреля.